# Masato Fujita
Masato Fujita (藤田 優人 Fujita Masato?, nacido el 8 de mayo de 1986 en Oita) es un futbolista japonés que se desempeña como defensa en el Ventforet Kofu de la J2 League.

## Trayectoria

### Clubes
| Club                 | País  | Año         |
| -------------------- | ----- | ----------- |
| Tokyo Verdy          | Japón | 2009        |
| Yokohama F. Marinos  | Japón | 2010 - 2011 |
| Yokohama FC (cedido) | Japón | 2011        |
| Kashiwa Reysol       | Japón | 2012 - 2015 |
| Sagan Tosu           | Japón | 2016 - 2019 |
| Ventforet Kofu       | Japón | 2020 -      |

## Estadística de carrera

### J. League
| Club                | Año   | J. League | J. League | Copa J. League | Copa J. League | Total | Total |
| Club                | Año   | Part.     | Goles     | Part.          | Goles          | Part. | Goles |
| ------------------- | ----- | --------- | --------- | -------------- | -------------- | ----- | ----- |
| Tokyo Verdy         | 2009  | 46        | 0         | -              | -              | 46    | 0     |
| Yokohama F. Marinos | 2010  | 5         | 0         | 2              | 0              | 7     | 0     |
| Yokohama FC         | 2011  | 34        | 2         | -              | -              | 34    | 2     |
| Kashiwa Reysol      | 2012  | 14        | 0         | 3              | 0              | 17    | 0     |
| Kashiwa Reysol      | 2013  | 15        | 0         | 5              | 0              | 20    | 0     |
| Kashiwa Reysol      | 2014  | 13        | 1         | 3              | 0              | 16    | 1     |
| Kashiwa Reysol      | 2015  | 10        | 0         | 0              | 0              | 10    | 0     |
| Sagan Tosu          | 2016  | 32        | 1         | 4              | 0              | 36    | 1     |
| Sagan Tosu          | 2017  | 23        | 0         | 5              | 0              | 28    | 0     |
| Total               | Total | 192       | 4         | 22             | 0              | 214   | 4     |